# Eva Barreno
Eva Barreno Rodríguez (n. 1950) es una botánica e investigadora española.
Es licenciada y doctora en Ciencias Biológicas de la Universidad Complutense de Madrid, donde fue Profesora Titular hasta 1986.
Es catedrática de Botánica en la Universidad de Valencia. Allí además es coordinadora académica de la Cátedra Unesco.
Es Directora de investigación sobre "Diversidad Vegetal y Ecofisiología Vegetal" en el ICBIBE: Institut «Cavanilles» de Biodiversitat i Biologia Evolutiva.
Su ámbito principal de investigación son la flora y la taxonomía de líquenes, y su uso como bioindicadores de contaminación atmosférica y de alteraciones de los ecosistemas.
Participa desde 1990 en la elaboración de una flora de líquenes del desierto de Sonora (EE. UU. y México), con la Universidad Estatal de Arizona. La metodología ecofisiológica ha sido aplicada también a la biomonitorización de sistemas forestales en las islas Canarias y a la evaluación de la sensibilidad ozónica y otros contaminantes de plantas hortícolas mediterráneas mediante OTC, con el "Laboratorio Forestal de Fuego (Riverside, Ca).
En 2007, comenzó el estudio relacionado con la Biología de la Conservación y diferentes aspectos de la simbiosis.
- La abreviatura «Barreno» se emplea para indicar a Eva Barreno como autoridad en la descripción y clasificación científica de los vegetales.[4]

## Obra
- e. Barreno Rodríguez, Jesús Izco. 2004. Botánica. 2ª ed. de McGraw-Hill e Interamericana de España, 906 pp. ISBN 8448606094

- --------------------------, s. Pérez Ortega. 2003. Líquenes de la Reserva Natural Integral de Muniellos, Asturias. Ed. Consejería de Medio Ambiente, Ordenación del Territorio e Infraestructuras del Principado de Asturias, ISBN 849611936X